# Oligosarcus jacuiensis
Oligosarcus jacuiensis är en fiskart som beskrevs av Menezes och Ribeiro 2010. Oligosarcus jacuiensis ingår i släktet Oligosarcus och familjen Characidae. Inga underarter finns listade i Catalogue of Life.